# Aglaia (geslacht)
Aglaia is een genus in de familie Meliaceae, van meer dan honderd soorten. Deze boomsoorten komen vooral voor in (sub)tropische regenwouden in Zuidoost-Azië, Noord-Australië en de eilanden in de Grote Oceaan. De naam "aglaia" komt uit het Grieks en betekent "wijsheid en glorie".

## Soorten
- Aglaia agglomerata Merr. & L.M.Perry
- Aglaia aherniana G.Perkins
- Aglaia amplexicaulis A.C.Sm.
- Aglaia angustifolia (Miq.) Miq.
- Aglaia apiocarpa (Thwaites) Hiern
- Aglaia archboldiana A.C.Sm.
- Aglaia argentea Blume
- Aglaia australiensis Pannell
- Aglaia barbanthera C.DC.
- Aglaia basiphylla A.Gray
- Aglaia beccarii C.DC.
- Aglaia bourdillonii Gamble
- Aglaia brassii Merr. & L.M.Perry
- Aglaia brownii Pannell
- Aglaia bullata Pannell
- Aglaia ceramica (Miq.) Pannell
- Aglaia chittagonga Miq.
- Aglaia conferta Merr. & L.M.Perry
- Aglaia cooperae Pannell
- Aglaia coriacea Korth. ex Miq.
- Aglaia costata Merr.
- Aglaia crassinervia Kurz ex Hiern
- Aglaia cremea Merr. & L.M.Perry
- Aglaia cucullata (Roxb.) Pellegr.
- Aglaia cumingiana Turcz.
- Aglaia cuspidata C.DC.
- Aglaia densisquama Pannell
- Aglaia densitricha Pannell
- Aglaia edulis (Roxb.) Wall.
- Aglaia elaeagnoidea (A.Juss.) Benth.
- Aglaia elliptica (C.DC.) Blume
- Aglaia erythrosperma Pannell
- Aglaia euryanthera Harms
- Aglaia evansensis A.C.Sm.
- Aglaia eximia Miq.
- Aglaia exstipulata (Griff.) W.Theob.
- Aglaia fellii W.E.Cooper & Joyce
- Aglaia ferruginea C.T.White & W.D.Francis
- Aglaia flavescens C.DC.
- Aglaia flavida Merr. & L.M.Perry
- Aglaia forbesii King
- Aglaia foveolata Pannell
- Aglaia fragilis A.C.Sm.
- Aglaia glabrata Teijsm. & Binn.
- Aglaia gracilis A.C.Sm.
- Aglaia grandis Korth. ex Miq.
- Aglaia heterotricha A.C.Sm.
- Aglaia hiernii King
- Aglaia ijzermannii Boerl. & Koord.-Schum.
- Aglaia integrifolia Pannell
- Aglaia korthalsii Miq.
- Aglaia lancilimba Merr.
- Aglaia lawii (Wight) C.J.Saldanha
- Aglaia laxiflora Miq.
- Aglaia lepidopetala Harms
- Aglaia lepiorrhachis Harms
- Aglaia leptantha Miq.
- Aglaia leucoclada C.DC.
- Aglaia leucophylla King
- Aglaia luzoniensis (S.Vidal) Merr. & Rolfe
- Aglaia mabberleyi Pannell
- Aglaia mackiana Pannell
- Aglaia macrocarpa (Miq.) Pannell
- Aglaia macrostigma King
- Aglaia malabarica Sasidh.
- Aglaia malaccensis (Ridl.) Pannell
- Aglaia mariannensis Merr.
- Aglaia membranifolia King
- Aglaia meridionalis Pannell
- Aglaia monocaula C.M.Pannell
- Aglaia monozyga Harms
- Aglaia monticola W.E.Cooper & P.I.Forst.
- Aglaia multinervis Pannell
- Aglaia nyaruensis C.M.Pannell
- Aglaia odorata Lour.
- Aglaia odoratissima Blume
- Aglaia oligophylla Miq.
- Aglaia pachyphylla Miq.
- Aglaia palembanica Miq.
- Aglaia pannelliana W.N.Takeuchi
- Aglaia parksii A.C.Sm.
- Aglaia parviflora C.DC.
- Aglaia penningtoniana Pannell
- Aglaia perviridis Hiern
- Aglaia pleuropteris Pierre
- Aglaia polyneura C.DC.
- Aglaia puberulanthera C.DC.
- Aglaia pyriformis Merr.
- Aglaia ramotricha Pannell
- Aglaia rimosa (Blanco) Merr.
- Aglaia rivularis Merr.
- Aglaia roxburghiana (Wight & Arn.) Miq.
- Aglaia rubiginosa (Hiern) Pannell
- Aglaia rubrivenia Merr. & L.M.Perry
- Aglaia rufibarbis Ridl.
- Aglaia rufinervis (Blume) Bentv.
- Aglaia rugulosa Pannell
- Aglaia saltatorum A.C.Sm.
- Aglaia samoensis A.Gray
- Aglaia sapindina (F.Muell.) Harms
- Aglaia saxonii W.N.Takeuchi
- Aglaia scortechinii King
- Aglaia sessilifolia Pannell
- Aglaia sexipetala Griff.
- Aglaia silvestris (M.Roem.) Merr.
- Aglaia simplicifolia (Bedd.) Harms
- Aglaia smithii Koord.
- Aglaia soepadmoi Pannell
- Aglaia speciosa Blume
- Aglaia spectabilis (Miq.) S.S.Jain & S.Bennet
- Aglaia squamulosa King
- Aglaia stellatopilosa Pannell
- Aglaia subcuprea Merr. & L.M.Perry
- Aglaia subminutiflora C.DC.
- Aglaia subsessilis Pannell
- Aglaia taiwaniana S.S.Ying
- Aglaia taynguyenensis T.Ð.Ðai
- Aglaia tenuicaulis Hiern
- Aglaia teysmanniana (Miq.) Miq.
- Aglaia tomentosa Teijsm. & Binn.
- Aglaia unifolia P.T.Li & X.M.Chen
- Aglaia variisquama Pannell
- Aglaia vitiensis A.C.Sm.
- Aglaia wallichii Hiern

... · 
Aglaia · 
Azadirachta · 
Carapa · 
Khaya · 
Lansium · 
Melia · 
Sandoricum · 
Trichilia · 
Xylocarpus · 
...